# Lucien Buysse
Lucien Buysse (Wontergem, Flandes Oriental, 11 de setembre de 1892 - Deinze, 3 de gener de 1980) va ser un ciclista belga que va guanyar el de Tour de França de 1926.
Va esdevenir ciclista professional el 1914, any en què va participar per primera vegada al Tour de França, tot i que no va arribar a finir-lo. Després de la Primera Guerra Mundial va participar en l'edició de Tour de França de 1919 i de nou no va reeixir acabar-lo. Un any més tard, el 1920, va finir tercer en la clàssica París-Roubaix i va acabar el Tour de França de 1923 en la vuitena posició. En les edicions de 1924 i 1925 va tenir dues destacades actuacions en finir en tercer i segon lloc respectivament.
Amb sos germans Jules i Marcel, Lucien va participar en el Tour de França de 1926, el més llarg de la història del Tour, amb 5.745 km recorreguts en disset etapes. Era el temps al qual calia aturar-se per girar la roda posterior per canviar de marxa. Va aconseguir el lideratge a la desena etapa, després d'un atac sota una gran tempesta als Pirineus. El va mantenir fins a l'etapa final a París.
El col·leccionista Dieter Gussé ha restaurat la bici amb la qual Buysse va guanyar el Tour. Amb aquesta participa en curses amb bicicletes antigues, al qual porta l'indumentària de 1926.

## Palmarès
- 1921
  - Vencedor d'una etapa a la Volta a Bèlgica
- 1922
  - 1r a Lier
- 1923
  - 1r del Critèrium d'Amsterdam
  - 1r dels Sis dies de Gant, amb Victor Standaert
  - Vencedor d'una etapa al Tour de França
- 1925
  - Vencedor de 2 etapes al Tour de França
- 1926
  - 1r al Tour de França i vencedor de dues etapes[1]
- 1927
  - 1r al Stadsprijs Geraardsbergen
  - Vencedor d'una etapa a la Volta a Euskadi

### Resultats al Tour de França
- 1914. Abandona (10a etapa)
- 1919. Abandona (2a etapa)
- 1923. 8è de la classificació general. Vencedor d'una etapa
- 1924. 3r de la classificació general
- 1925. 2n de la classificació general. Vencedor de 2 etapes
- 1926. 1r de la classificació general. Vencedor de 2 etapes. Porta el mallot groc durant 8 etapes
- 1929. Abandona (9a etapa)
- 1930. Abandona (16a etapa)

### Resultats al Giro d'Itàlia
- 1921. 4t de la classificació general